# Minute Maid Park
Minute Maid Park is het honkbalstadion van de Houston Astros uitkomend in de Major League Baseball.
Minute Maid Park opende zijn deuren op 30 maart 2000 onder de naam The Ballpark at Union Station. Het heeft ook de namen Enron Field (2000 - 2002) en Astros Field (2002) gedragen. In 2002 worden de naamgevingsrechten voor een periode van 30 jaar aangekocht door Minute Maid, een onderdeel van The Coca-Cola Company. Het stadion staat in de stad Houston in de staat Texas. De jaarlijkse Major League Baseball All-Star Game werd in 2004 in het stadion gehouden. De capaciteit van Minute Maid Park is 41.168 toeschouwers (2017).

## Feiten
- Geopend: 30 maart 2000
- Ondergrond: Paspalum (Platinum TE Paspalum)
- Constructiekosten: 250 miljoen US $
- Architect(en): Populous (voorheen HOK Sport) / Molina & Associates
- Bouwer: Walter P Moore
- Capaciteit: 41.168 (2017)
- Adres: Minute Maid Park, 501 Crawford Street, Houston, TX 77002 (U.S.A.)

## Veldafmetingen honkbal
- Left Field: 315 feet (96 meter)
- Left Center: 362 feet (110,3 meter)
- Deep Left Center: 404 feet (123,1 meter)
- Center Field: 409 feet (124,7 meter)
- Deep Right Center: 408 feet (124,4 meter)
- Right Center: 373 feet (113,7 meter)
- Right Field: 326 feet (99,4 meter)

## Stadions eerste
| Eerst ?                        | Persoon                                          | Datum         |
| ------------------------------ | ------------------------------------------------ | ------------- |
| Eerste pitch ceremonieel       | Ken Lay                                          | 7 april 2000  |
| Eerste hit                     | Doug Glanville (Philadelphia Phillies)           | 7 april 2000  |
| Eerste Astros hit              | Craig Biggio                                     | 7 april 2000  |
| Eerste tweehonkslag            | Rico Brogna (Philadelphia Phillies)              | 7 april 2000  |
| Eerste Astros tweehonkslag     | Craig Biggio                                     | 8 april 2000  |
| Eerste driehonkslag            | Tim Bogar                                        | 8 april 2000  |
| Eerste homerun                 | Scott Rolen (Philadelphia Phillies)              | 7 april 2000  |
| Eerste Astros homerun          | Richard Hidalgo                                  | 7 april 2000  |
| Eerste Grand Slam              | Thomas Howard (honkballer) (St. Louis Cardinals) | 11 april 2000 |
| Eerste Astros Grand Slam       | Ken Caminiti                                     | 9 mei 2000    |
| Eerste winnende pitcher        | Randy Wolf (Philadelphia Phillies)               | 7 april 2000  |
| Eerste Astros winnende pitcher | MikeMaddux                                       | 8 april 2000  |
| Eerste save                    | Wayne Gomes (Philadelphia Phillies)              | 7 april 2000  |
| Eerste Astros save             | Billy Wagner                                     | 8 april 2000  |